# Шкураты (Полтавская область)
Шкураты (укр. Шкурати) — село в Деймановском сельском совете Пирятинского района Полтавской области Украины.
Код КОАТУУ — 5323882603. Население по переписи 2001 года составляло 15 человек.

## Географическое положение
Село Шкураты находится на левом берегу реки Удай, выше по течению на расстоянии в 2 км расположено село Деймановка, ниже по течению на расстоянии в 1,5 км расположено село Скибинцы Чернухинского района. Река в этом месте извилистая, образует лиманы, старицы и заболоченные озёра.

## История
В 1774 году имело свою церковь — Троицкую, впоследствии была приписана к Николаевская в Деймановке.
Село указано на специальной карте Западной части России Шуберта 1826—1840 годов.